# Proleb
Proleb è un comune austriaco di 1 556 abitanti nel distretto di Leoben, in Stiria.